# Le Secret de Crickley Hall

Le Secret de Crickley Hall (The Secret of Crickley Hall) est un roman d'horreur écrit par James Herbert et publié en 2006. Il a été publié en français aux éditions Bragelonne en 2008.

## Synopsis
Gabe Caleigh, sa femme Eve et ses filles Loren et Cally emménagent dans un énorme manoir campagnard du Devonshire nommé Crickley Hall. Lui et sa femme espèrent ainsi oublier la mort de leur fils Cam il y a quelques mois. Celui-ci est disparu sans laisser de traces. La famille apprend bientôt que onze enfants, qui séjournaient à Crickley Hall pendant la Seconde Guerre mondiale sont morts noyés lors de l'énorme inondation qui fit des dizaines de victimes dans la région en 1943. Neuf enfants sur onze ont été retrouvés et sont enterrés au cimetière de l'église St-Marc, à proximité de Crickley Hall.
Dans les jours qui suivent, des événements mystérieux se passent dans le manoir. La porte de la cave s'ouvre pendant la nuit alors qu'on l'avait verrouillée la veille. On entend des cognements bizarres dans un placard vide. Des flaques d'eau apparaissent bizarrement dans les marches d'escalier. Des bruits de pas se font entendre dans le grenier. Le chien de la famille, Chester, refuse inexplicablement d'entrer dans la maison.
Pragmatique, Gabe croit qu'il y a une explication rationnelle à tout cela mais Eve pense que la tragédie de 1943 a laissé une empreinte dans la maison. Elle en est d'autant plus convaincue qu'un jour elle aperçoit les fantômes des enfants morts à l'une des lucarnes de la bâtisse. Plus tard, Percy Judd, l'homme à tout faire de la maison, lui raconte l'histoire des orphelins de Crickley Hall et la manière cruelle dont ils ont été traités par leur tuteur et maître, Augustus Cribben, et sa sœur Magda. L'un des orphelins Maurice Stafford, leur servait d'espion et de délateur des autres enfants. Augustus est mort également à la suite de l'inondation de 1943 mais Magda, retrouvée vivante, a été internée dans un asile. Le corps de Maurice Stafford n'a jamais été retrouvé. Lors d'une de ses recherches, Gabe découvre, derrière le mur d'un des placards, plusieurs objets dont un livre dans lequel Cribben notait tous les sévices qu'il faisait subir aux enfants. Il s'est acharné particulièrement sur le plus jeune, un petit Juif du nom de Stefan Rosenbaum dont le corps n'a également pas été retrouvé.
La nuit suivante, l'aînée des filles, Loren, est battue avec un bâton à lanières par une sorte de fantôme aux cheveux blancs alors qu'elle s'apprêtait à s'endormir. Perplexes, ses parents l'emmènent chez le médecin qui ne découvre rien de particulier. Le lendemain, Eve reçoit la visite de Lili Peel, une médium à qui elle avait demandé de l'aide pour entrer en contact avec l'esprit de son fils disparu, Cam. Lili s'aperçoit que la maison est hantée par des enfants qui ne sont pas capables d'en sortir et par une entité mauvaise qui leur veut du mal. Mais Gabe est sceptique et ne veut rien entendre.
Quelques jours plus tard, un vieil homme arrive à Crickley Hall. Il dit s'appeler Gordon Pyke et déclare être capable de prouver que le manoir n'est pas hanté. Selon lui, il doit y avoir une explication rationnelle à ce qui s'y passe. Eve n'est pas très chaude à le laisser faire mais Gabe se laisse facilement convaincre et lui donne son accord. Ce qu'ils ne savent pas, c'est qu'il s'agit de Maurice Stafford, l'orphelin délateur et complice des Cribben disparu lors de la catastrophe de 1943. Il a miraculeusement échappé à l'inondation après avoir été complice des crimes d'Augustus Cribben. Le fantôme de celui-ci l'a hanté pendant des années, et son vrai but est de pénétrer dans Crickley Hall afin de lui offrir Loren, la fille des Caleigh, en sacrifice. Il croit que le fantôme de Cribben cessera ensuite de le hanter.
Quelques heures avant le retour du faux Pyke, Gabe doit se rendre à Londres pour identifier le corps de son fils finalement retrouvé. Pour revenir à Crickley Hall, il est retardé par une effroyable tempête, et c'est seule qu'Eve doit affronter Pyke qui lui avoue être en réalité Maurice Stafford. Il déclare que les orphelins ne se sont pas noyés mais que c'est Augustus Cribben qui les a étranglés. Lui et Magda se sont enfuis de la maison car ils craignaient que la fureur de Cribben ne se retourne contre eux. Il est le seul enfant qui ait survécu et le fantôme de Cribben le réclame. La mort de Loren portera le nombre de victimes à onze, ce qui fait que le fantôme lui laissera la paix. Gabe arrive chez lui avant que Pyke ait fait quoi que ce soit et c'est l'affrontement final entre les deux hommes.

## Les principaux personnages
- Gabe Caleigh : ingénieur en chef d'origine américaine. S'établit en Angleterre où il épouse Eve Lockley et a trois enfants. S'installe à Crickley Hall après la mort de son fils Cam.
- Eve Caleigh : femme du précédent. Elle vit mal la mort de son fils Cam. Elle perçoit la première le mystère de Crickley Hall.
- Loren Caleigh : fille aînée des précédents. 12 ans.
- Cally Caleigh : sœur de la précédente. 5 ans.
- Lilli Peel : médium habitant la ville de Purlington dans le Devon. Eve fait appel à elle pour communiquer télépathiquement avec son fils Cam.
- Augustus Cribben : tuteur des orphelins de Crickley Hall lors de la Deuxième Guerre mondiale. Cruel, il les bat sous le moindre prétexte et s'acharne sur le plus jeune, Stefan Rosenbaum, parce qu'il est Juif. Il meurt lors de l'inondation après avoir assassiné 10 enfants.
- Magda Cribben : sœur du précédent, elle est aussi cruelle que lui pour châtier les enfants. Elle survit à l'inondation de 1943 et est internée dans un asile où elle se fait passer pour folle.
- Maurice Stafford : il a été l'un des onze orphelins évacués à Crickley Hall en 1943. Sournois, il sait se mettre le tuteur Augustus Cribben de son bord en espionnant les autres enfants et en dénonçant leurs écarts de conduite. Lors de l'inondation, il s'enfuit à Londres où il est adopté par la famille Pyke. Auprès des Caleigh, il dit s'appeler Gordon Pyke et déclare vouloir trouver une explication rationnelle sur ce qui se passe à Crickley Hall. En réalité, il veut sacrifier Loren Caleigh au fantôme d'Augustus Cribben.
- Percy Judd : homme à tout faire qui veille à l'entretien de Crickley Hall depuis les années 1940.
- Sam Pennelly : barman au Barnaby Inn de Hollow Bay.
- Andrew Trevellick : pasteur de l'église St-Marc à Hollow Bay.
- May Longmarsh : elle gère une épicerie à Hollow Bay.
- Seraphina Blaney : petite fille de Hollow Bay qui va à l'école de Merrybridge que fréquente Loren. Elle déteste celle-ci et tente de l'intimider par tous les moyens. Un jour, elle s'introduit à Crickley Hall pour faire un mauvais coup mais en est chassée par le fantôme d'Augustus Cribben.
- Andy Pierson : journaliste au North Devon Dispatch.
- Kim Michael : inspecteur de police à Londres.

## Édition française
- James Herbert. Le Secret de Crickley Hall. Bragelonne. 2008. 564 p.  (ISBN 9782352941934)